# Shi Guihong
Shi Guihong (kinesiska: 施桂红), född den 13 februari 1968, är en kinesisk fotbollsspelare. Vid fotbollsturneringen under OS 1996 i Atlanta deltog hon i det kinesiska lag som tog silver.